# Andreas Faludi
Andreas Karl Friedrich Faludi (1940, Boedapest, Hongarije) studeerde architectuur en stedenbouw aan de Technische Universiteit Wenen en promoveerde in 1967. De afgelopen vijftien jaar hield Andreas Faludi zich bezig met de analyse van de Europese planologie.

## Loopbaan
Faludi begon zijn carrière bij de School of Architecture van de Oxford Polytechnic, tegenwoordig de Oxford Brookes University genoemd. In zijn ‘Engelse’ periode heeft Faludi verschillende lijnen in de planningtheorie samengebracht en verbonden met het filosofisch debat rond het kritisch rationalisme. Door zijn acties heeft de discipline planologie een theoretisch fundament weten te ontwikkelen. 
Hij werd hoogleraar Stedenbouw en Stedenbouwkundig Ontwerpen aan de Technische Universiteit Delft (1974 - 1977). Vervolgens bekleedde hij een leerstoel Planologie aan de Universiteit van Amsterdam (1977 - 1998) en een persoonlijke leerstoel 'Ruimtelijke Beleidsstelsels in Europa' aan de Radboud Universiteit Nijmegen (1999 - 2004). 

Hij was gegrepen door het bijzondere karakter van de Nederlandse planologie. In de jaren 80 en 90 heeft hij het planologisch debat in Nederland over hoe we naar de ruimtelijke inrichting en naar ruimtelijke ontwikkeling kunnen kijken van veel ideeën en voorbeelden voorzien. Vooral heeft hij de invloed van de Nederlandse cultuur op de ruimte en de invloed van de ruimte (de delta Nederland) op de Nederlandse cultuur beschreven. ‘The Dutch love rule and order’ is wellicht zijn meest geciteerde oneliner.
 
In de jaren negentig heeft Faludi de term 'omgevingsplanning' geïntroduceerd, waarmee hij een paraplubegrip voorstelde om de verschillende vormen van Nederlandse planning (ruimtelijke ordening, watermanagement, milieuplanning, verkeer en infrastructuurplanning, etc.) te verbinden. Dit begrip heeft de laatste decennia de Nederlandse planologie beheerst. Mede vanwege zijn invloed heeft de Rijksoverheid het initiatief genomen tot de Omgevingswet. Deze voor 2021 geplande wet is bedoeld voor vermindering van het aantal Algemene Maatregelen van Bestuur (AMvB) en ministeriële regelingen van respectievelijk 60 en 100 naar 4 en 10.

Faludi is 'founding member' van de Association of European Schools of Planning (AESOP)

## Onderscheidingen
- Europees Fulbright Scholar (2000)
- Fellow van het Bellagio Center van de Rockefeller Foundation (2002)
- Benoemd tot erelid van de Association of European Schools of Planning (AESOP) (2009)
- Eredoctoraat (doctoratus honoris causa) aan het Blekinge Institute of Technology,[4] Karlskrona, Zweden
- Eredoctoraat aan de Rijksuniversiteit Groningen[5] (2014).

## Recente publicaties
- Cohesie, samenhang, samenwerking: Europese Ruimtelijke Ordening in de maak?[6] (2010)
- Andreas Faludi (ed), European Territorial Cooperation and Learning[7] (2011)
- Europees Ruimtelijk Onderzoek en Planning (2008)
- Het Maken van het Europees Ruimtelijk Ontwikkelingsperspectief: gwwn Masterplan (2002)